# David Thomas (écrivain)
 (février 2023).
- Si vous ne connaissez pas le sujet, laissez ce bandeau (vous pouvez alors contacter les auteurs).
- Si vous supprimez le contenu mis en cause (vous pouvez préalablement contacter les auteurs),

argumentez précisément cette suppression dans la page de discussion
(un manque de référence n'est pas un argument ; une recherche réelle de référence doit avoir été effectuée, être formellement documentée).
Pour les articles homonymes, voir Thomas et David Thomas.
David Thomas, né en 1966 à Boulogne-Billancourt, est un auteur français de nouvelles et de romans. Il vit à Paris.

## Biographie
Il passe son enfance à Bougival et finit ses études secondaires à Saint-Martin de France à Pontoise. Il a vécu à Barcelone et à Copenhague.
David Thomas est l’auteur de romans et de micro-nouvelles. Après avoir été journaliste pendant une vingtaine d’années, il se consacre à l’écriture littéraire. Il se fait remarquer en 2009 dès la publication de son premier recueil de très courtes nouvelles La Patience des buffles sous la pluie, dont Jean-Paul Dubois écrit dans sa préface : “Quand vous lisez ce livre, vous comprenez que vous allez bel et bien entrer dans les communs de l’humanité, découvrir les replis des corps et des esprits, ces endroits embarrassants que l’on fait rarement visiter. (…) La Patience des buffles sous la pluie fait partie de ces livres à la fois formidablement simples et sobrement raffinés qui nous rendent intelligibles à nous-mêmes.” Encensé par Nicolas Rey qui affirme dans VSD « avoir découvert LE livre, celui que l’on était censé ne jamais rencontrer”, remarqué par Eric Neuhoff, “des instantanés qui claquent comme des gifles. Il fait ça en quelques lignes, vise le noir de la cible. Il y a ici une brièveté, une tendresse à la Henri Calet”, son livre connaît un succès tant critique que public et obtient le Prix Découverte de la Fondation Prince Pierre de Monaco.
En 2011, David Thomas publie chez Albin Michel son premier roman, Un silence de clairière pour lequel il reçoit le prix Orange du livre et le prix Louis Barthou de l’Académie française.
Il continue de publier des micro-nouvelles, genre dans lequel il excelle, Je n’ai pas fini de regarder le monde (Albin Michel 2012), On ne va pas se raconter d’histoires (Stock, 2014), Le poids du monde est amour (Anne Carrière, 2018), Un homme à sa fenêtre (Anne Carrière, mars 2019), Seul entouré de chiens qui mordent (L'Olivier, 2021) qui font l’objet de nombreuses adaptations théâtrales en France, en Belgique, en Suisse ou au Canada. Plusieurs de ses textes sont publiés dans la revue Décapage.
En 2015, il publie son deuxième roman chez Stock, Hortensias.

## Liste des œuvres

### Recueils de nouvelles
- La Patience des buffles sous la pluie (73 micro-nouvelles), préfacé par Jean-Paul Dubois. Paris : Bernard Pascuito éditeur, 02/2009, 154 p.  (ISBN 978-2-35085-067-2). Rééd. Le Livre de Poche n° 31716, 06/2011, 155 p.  (ISBN 978-2-253-12948-6), Prix de la Découverte 2009 de la Fondation Prince Pierre de Monaco.
- Je n’ai pas fini de regarder le monde (75 micro-nouvelles). Paris : Albin Michel, février 2012, 173 p.  (ISBN 978-2-226-23991-4).
- On ne va pas se raconter d’histoires (micro-nouvelles). Paris : Stock, coll. "Bleue", mai 2014, 148 p.  (ISBN 978-2-234-07804-8).
- Le Poids du monde est amour (micro-nouvelles).Paris : Anne Carrière, avril 2018, 214 p.  (ISBN 978-2-84337-900-0). Rééd. J'ai lu n° 12350, mars 2019, 189 p.  (ISBN 978-2-290-17169-1)
- Un homme à sa fenêtre (94 micro-nouvelles). Paris : Anne Carrière, mars 2019, 203 p.  (ISBN 978-2-84337-941-3). Rééd. J'ai lu n° 12768, 02/2021, 217 p.  (ISBN 978-2-290-21624-8)
- Seul entouré de chiens qui mordent (114 micro-nouvelles). Paris : Éditions de l'Olivier, mars 2021, 256 p.  (ISBN 978-2-8236-1680-4). Finaliste du Goncourt de la nouvelle. Prix de la Nouvelle de l'Académie française.Rééd. Points n° P5685
- Partout les autres (62 micro-nouvelles). Paris : Éditions de L'Olivier, janvier 2023. Prix Goncourt de la nouvelle 2023.

### Romans
- Un silence de clairière. Paris : Albin Michel, 03/2011, 173 p.  (ISBN 978-2-226-22064-6). Prix Orange du livre 2011[1], prix Louis-Barthou de l'Académie française 2012.
- Hortensias. Paris : Stock, avril 2015, 227 p.  (ISBN 978-2-234-07805-5).

## Prix littéraires
- Prix Découverte 2009 de la Fondation Prince Pierre de Monaco pour son recueil de nouvelles La patience des buffles sous la pluie.
- Prix Orange du livre 2011[1], Prix Louis Barthou de l'Académie française 2012 pour son roman Un silence de clairière.
- Prix de la nouvelle de l'Académie française 2021 pour son recueil Seul entouré de chiens qui mordent.
- Prix Goncourt de la nouvelle 2023 pour son recueil Partout les autres.
- Prix Evok 2023 pour son recueil Partout les autres